# Как ограбить банк (фильм, 2026)
«Как ограбить банк» (англ. How to Rob a Bank) — предстоящий американский художественный фильм Дэвида Литча в жанре криминального триллера. В фильме снимутся Николас Холт, Зои Кравиц, Анна Саваи, Пит Дэвидсон, Рензи Фелиз и Джон К. Райли. Его премьера запланирована на 4 сентября 2026 года.

## Сюжет
Группа грабителей банков использует социальные сети для демонстрации своих преступлений, их пытается поймать полиция.

## В ролях
- Николас Холт
- Зои Кравиц
- Анна Саваи
- Пит Дэвидсон
- Рензи Фелиз
- Джон К. Райли

## Производство
Марк Бьянкулли написал сценарий фильма-ограбления для компании Imagine Entertainment. Дэвид Литч стал его режиссёром. К проекту присоединилась компания Amazon MGM Studios. В марте 2025 года на главную роль в фильме был утверждён Николас Холт, в апреле к актёрскому составу присоединилась Анна Саваи, в мае — Пит Дэвидсон, Рензи Фелиз и Зои Кравиц.
Съёмки начались в июне 2025 года  в Питтсбурге.

## Премьера
Премьера фильма в США запланирована на 4 сентября 2026 года.